# 木村俊昭
木村 俊昭（きむら としあき、1960年10月22日 - ）は、東京農業大学教授・博士（経営学）、東京大学大学院非常勤講師。内閣官房シティマネージャー（自治体･特別参与）、総務省地域力創造アドバイザー、日本地域創生学会会長、地域創生実践総合研究所所長、地域活性学会常任理事、実践総合農学会理事。
元小樽市役所職員、元内閣官房･内閣府企画官（地域活性化担当）、元農林水産省企画官を歴任。元スーパー公務員としても知られる。

## 来歴
1960年10月22日、北海道紋別郡遠軽町生まれ。北海道遠軽高等学校、法政大学卒業。慶應義塾大学大学院後期博士課程単位取得退学。地元の遠軽町役場は当時大卒採用がなかったため、1984年に小樽市に入庁。財政部・議会事務局・企画部・総務部などのさまざまな部局での職務を経て経済部へ異動し、商工課係長、産業振興課長、産業港湾部副参事（次長職）となる。
「斜陽の街」と呼ばれていた小樽市の地域活性に奔走し、全国初の歴史的建造物を活用したライトアップのほか、老舗ガラス工房・東証一部上場企業の誘致などにより、地場産業振興や地元のものづくり職人による「ガラスの街・小樽」を確立し、産業観光都市としての地域ブランド化を推進。
「地域再生の主役はあくまでも地元の人たち」という視点を大切に、広聴･傾聴･対話を重視しての指標（ものさし）の策定や、実学･現場重視・全体最適の視点からの市内企業の実態調査や着実な施策の実施を通して、小樽市の「ひと育て・まち育て」を実現した。
小樽市における「まちおこし・まち育て」の手腕を買われ、2006年から内閣官房・内閣府企画官（地域活性化担当）として、地域再生策の策定や地域再生制度の事前・事後評価、政府広報活動のほか、内閣府経済社会総合研究所の特別研究員（兼務）として地域創生に関する調査研究などを担当。2008年12月20日、全国約40大学での「地域活性化システム論」の開講等を通して地域活性学会の設立に関わり、常任理事に就任。2009年から農林水産省企画官として、地域の担い手養成、地域ビジネスの創出、6次産業化などを担当。国内外を月10カ所以上回り、講演や現地アドバイス等を実施。2009年5月19日、NHK「プロフェッショナル 仕事の流儀」で取り上げられたほか、新報道2001、BSフジLIVE プライムニュース、テレビ東京「たけしのニッポンのミカタ!」、TBSテレビ 黒柳徹子・爆笑問題「キズナ食堂」、ラジオ日本など多数のメディア・番組に出演。
2011年、農林水産省を退職し、北海道知事選挙に出馬。民主党の推薦を受けたが、自民党が推薦する現職の高橋はるみに敗れた。
2012年、東京農業大学教授に就任。公益社団法人日本青年会議所主催「地域プロデューサー育成塾」塾長に就任し、全国で開塾中。公益社団法人日本青年会議所アドバイザー兼褒賞委員に就任。博士（経営学）取得。多数の大学や大学院における講義（地域ビジネス論・企業論・地域活性化システム論・演習）のほか、「木村俊昭のスーパー公務員塾」「地域創生リーダー・プロデューサー人財塾」を開塾し、「五感六育®（知育・食育・木育・遊育・健育・職育）」の推進や「職場・仕事環境の改善」に関する数多くの講演のほか、ストーリー性(台本・脚本)ある総合計画・総合戦略等の改定・改正支援など、地域の実情に即した助言を数多く行なっている。
2017年8月26日、日本地域創生学会の設立に尽力し、会長に就任。2019年7月27日、実践総合農学会理事に就任。現在、日本の各地域とASEAN諸国等の地域創生・SDGｓの推進、地域人財養成プログラムを実践中。2022年3月4日、地域創生実践総合研究所を全国の実学教員等と設立、所長に就任し、過疎地域・離島や被災地等の諸課題の解決に向け、実学教員によるチーム編成でボランティア支援を実施中。
渋谷クロスFM「地域創生・SDGｓ『ひと・こと・もの』を元気！にする番組」は毎月第3木曜日の12時から生放送＆インターネット動画配信。ＦＭアップル「地域創生・ＳＤＧｓ『できない』を『できる！』に変える番組」は毎週火曜日13時から生放送＆YouTube配信で、パーソナリティとして、国内外の地域創生・ＳＤＧｓ、地域人財養成等の現場をゲストとともに最新情報を発信中。

## 著書

### 単著
- 『自分たちの力でできる「まちおこし」』（実務教育出版）ISBN 978-4788910423（2011年9月17日）
- 『「できない」を「できる!」に変える』（実務教育出版）ISBN 978-4788907799（2010年1月13日）
- 『地域創生 成功の方程式 -できる化・見える化・しくみ化- 』（ぎょうせい）
- 『地域創生 実践人財論 -真心・恕・志ある汗かき人たち-』（ぎょうせい）
- 『地域創生の本質ーイノベーションの軌跡ー』（ぱるす出版）ISBN 978-4-8276-0254-8（2020年3月25日）
- 『地域創生・SDGsの本性ー未来を担う子どもたちへの贈りものー』(東京農業大学出版会)（2021年10月22日）
- 『地域創生・SDGs絵本『「五感六育」のススメーたくさんのありがとうー』(東京農業大学出版会)（2021年10月22日）
- 『社会人のための学術論文の書き方ー実学・現場重視の視点からー』(東京農業大学出版会)（2022年3月30日）
- 『人生100年時代のキャリアデザイン再考論－もっと豊かな人生ストーリーのあるべき姿を求めて－』(東京農業大学出版)(2023年3月7日)
- 『地域創生学の人財論ー理論編・実学編概論ー』（北海道文教大学出版会）（2024年3月9日）　ほか

### 共著
- 『地域づくり新戦略 -自治体格差時代を生き抜く-』（第7章を執筆・一藝社）
- 『地域ブランドと産業振興 -自慢の銘柄づくりで飛躍した9つの市町村-』（第1章を執筆・新評論）
- 『知られざる日本の地域力』（第4章を執筆・今井出版）ISBN 978-4906794676
- 『人間関係づくりとコミュニケーション」（第6章を執筆・金子書房）
- 『地域創生・SDGs　人財養成の実学研究－『五感六育®』の実践例－第1巻』（東京農業大学出版)(2021年3月31日)
- 『地域創生・SDGs　人財養成の実学研究－『五感六育®』の実践例－第2巻』（東京農業大学出版)(2022年3月31日)
- 『地域創生・SDGs　人財養成の実学研究－『五感六育®』の実践例－第3巻』（東京農業大学出版)(2023年3月31日)
- 『地域再生最前線ー食・農・団地再生・教育から進める地域の創り直しー』（理工図書）（2024年5月27日）　ほか

## 出演番組
- NHK『プロフェッショナル 仕事の流儀』（2009年5月19日）[17]